# شهرستان کویاهوگا (اوهایو)
شهرستان کویاهوگا (به انگلیسی: Cuyahoga County) یک شهرستان بزرگ است که در ایالت اوهایو واقع شده است. مقر شهرستان و بزرگترین شهر کلیولند است.  از سرشماری سال 2020، جمعیت آن 1,264,817 نفر بود که آن را به دومین شهرستان پرجمعیت ایالت تبدیل کرد. 
شهرستان کویاهوگا در ساحل جنوبی دریاچه ایری، در سراسر مرز دریایی ایالات متحده و کانادا واقع شده است. این شهرستان توسط رودخانه کویاهوگا به دو نیم تقسیم شده است. "Cuyahoga" یک کلمه ایروکویی به معنای "رودخانه کج" است.  این شهرستان اصلی منطقه آماری کلیولند، اوهایو متروپولیتن و منطقه آماری ترکیبی کلیولند-آکرون-کانتون، OH است